# Yamashita Tomoyuki
Đại tướng Yamashita Tomoyuki (山下 奉文 Yamashita Tomoyuki, Sơn Hạ Phụng Văn) (8 tháng 11 năm 1885 - 23 tháng 2 năm 1946) là một Đại tướng thuộc Lục quân Đế quốc Nhật Bản trong thời gian Chiến tranh thế giới thứ hai (1939 - 1945). Ông nổi tiếng với chiến công đánh chiếm các thuộc địa Anh ở Malaya và Singapore, với biệt danh "Con hổ Mã Lai".

## Thiếu thời
Yamashita là con trai của một bác sĩ địa phương tại làng Osugi, hiện tại là một phần của làng Ōtoyo, Kochi, Shikoku. Khi còn trẻ ông theo học trường quân sự dự bị.

## Bước đầu trên con đường binh nghiệp
Sau khi tốt nghiệp từ khóa 18 tại Trường Sĩ quan Lục quân (Đế quốc Nhật Bản) năm 1905, Yamashita gia nhập Lục quân Đế quốc Nhật Bản vào năm 1906 và chiến đấu chống lại đế quốc Đức tại Sơn Đông, Trung Quốc năm 1914. Sau đó, ông theo học khóa 28 tại Đại học Lục quân, tốt nghiệp hạng 6 trong lớp vào năm 1916. Ông kết hôn với Nagayama Hisako, con gái của vị Tướng về hưu Nagayama vào năm 1916. Yamashita trở thành một chuyên gia về Đức và làm việc như là một tùy viên quân sự tại Bern, Thụy Sĩ và Berlin, Đức trong khoảng thời gian 1919-1922.
Trong chuyến đi trở về Nhật Bản vào năm 1922, Yamashita phục vụ trong Đại bản doanh Quân đội Đế quốc Nhật Bản và Ban giảng viên của trường Đại học. Trong khi làm việc tại Hội đồng Tướng quân Lục Quân Đế quốc Nhật Bản, Yamashita không thành công trong việc đệ trình một kế hoạch giảm quân. Bất chấp khả năng hoàn thành của ông, Yamashita ít được trọng dùng vì mối liên hệ chính trị của ông với các phe nhóm đối lập trong quân đội Nhật Bản. Là người chỉ huy nhóm "Đường lối Đế quốc" ông trở thành đối thủ với Tōjō Hideki và các thành viên của "Phe quyền lực".
Năm 1928, Yamashita được bổ nhiệm làm việc ở Viên, Áo với trách nhiệm là tùy viên quân sự. Năm 1930, Đại tá Yamashita được bổ nhiệm làm chỉ huy Trung đoàn Bộ binh số 3 một trong những trung đoàn thiện chiến của quân đội Nhật Bản.
Sau Biến cố 26 tháng 2 năm 1936, ông bị Thiên hoàng Chiêu Hòa thất sủng vì lời thỉnh cầu của ông nhằm giảm nhẹ hình phạt cho nhóm sĩ quan nổi loạn liên quan đến nỗ lực đảo chính.

## Những năm đầu chiến tranh
Yamashita nhấn mạnh rằng người Nhật nên chấm dứt cuộc xung đột với Trung Quốc, đồng thời giữ mối quan hệ hòa bình với Hoa Kỳ và Vương quốc Anh, nhưng tiếng nói của ông bị phớt lờ và sau cùng ông được bổ nhiệm vào một vị trí quan trọng trong Đạo quân Quan Đông. Từ năm 1938 đến 1940, ông được bổ nhiệm làm chỉ huy Sư đoàn 4 đơn vị đóng ở miền bắc Trung Quốc và làm nhiệm vụ đàn áp các cuộc nổi dậy của người Trung Quốc chống lại quân Nhật chiếm đóng.
Vào tháng 12 năm 1940, Yamashita được bổ nhiệm trong một phi vụ quân sự bí mật đến nước Đức và Ý, nơi ông gặp gỡ Adolf Hitler và Benito Mussolini.

## Mã Lai và Singapore

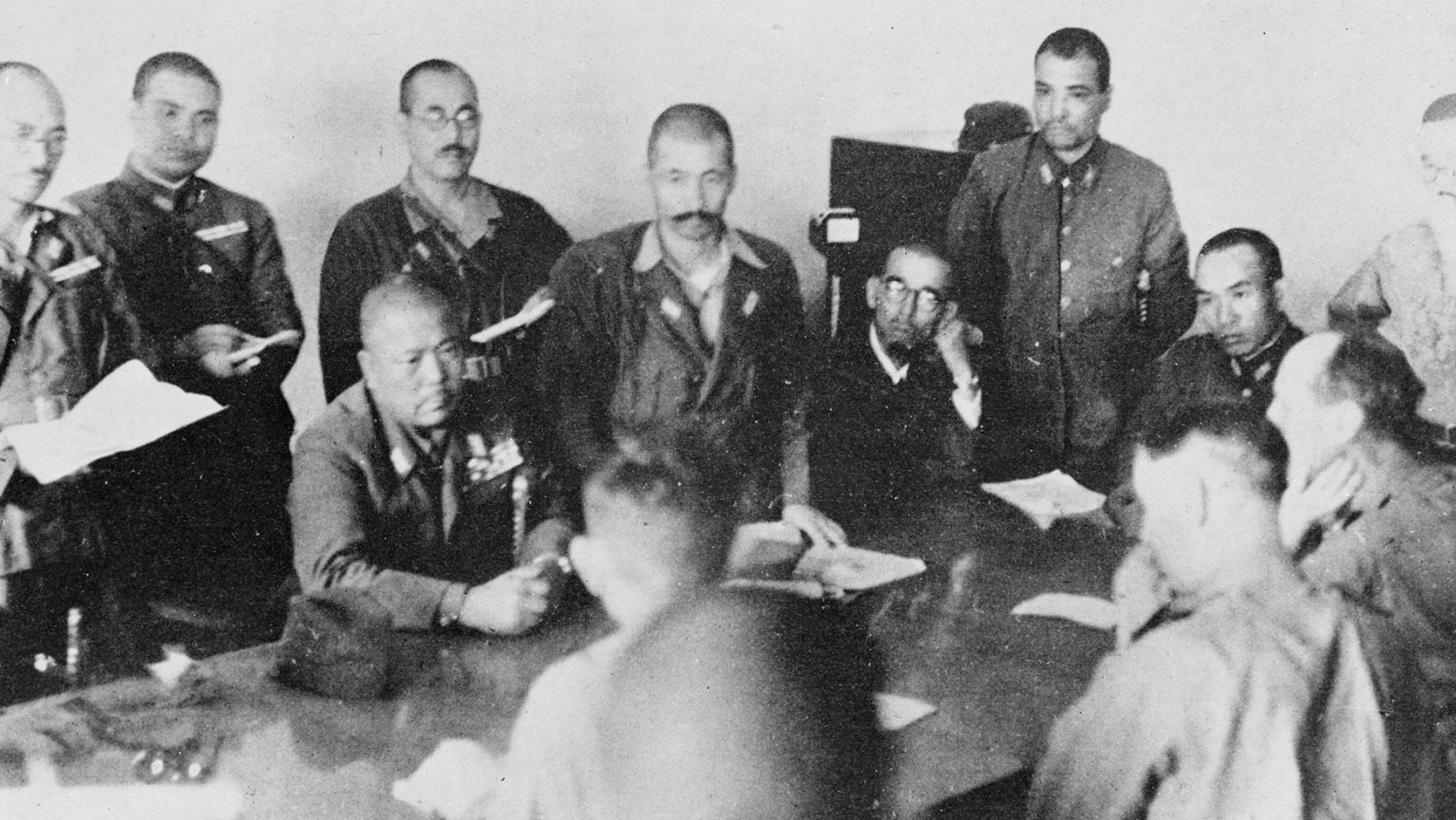
Trung tướng Yamashita Tomoyuki (ngồi giữa) với nắm tay ấn lên bàn nhấn mạnh yêu cầu của ông về sự đầu hàng không điều kiện. Trung tướng Percival ngồi giữa hai nhân viên, tay ông đang nắm lại và để ở miệng (Hình từ Viện Bảo tàng Chiến tranh Đế quốc).

Vào ngày 6 tháng 11 năm 1941, Yamashita được bổ nhiệm làm chỉ huy Tập đoàn quân 25 Nhật Bản. Ngày 8 tháng 12, ông phát động trận Malaya từ những căn cứ đóng ở Đông Dương thuộc Pháp. Trong chiến dịch này, bao gồm cả sự kiện Singapore thất thủ vào ngày 15 tháng 2 năm 1942, 30.000 lính dưới quyền Yamashita đã bắt giữ 130.000 quân Anh, Ấn Độ và Úc. Đây là sự đầu hàng của một lực lượng do quân đội Anh chỉ huy lớn nhất trong lịch sử. Sau trận này, ông được mệnh danh là "Con hổ Malaya".
Trong chiến dịch và sau cùng là sự kiện Quân Nhật chiếm đóng Singapore, các tội ác chiến tranh mà quân Nhật nhằm vào thường dân và quân Đồng Minh, như tại bệnh viện Alexandra và thảm sát Túc Thanh. Vai trò Yamashita trong những sự kiện này vẫn còng là một vấn đề gây tranh cãi khi một số người cho rằng ông đã thất bại trong việc ngăn chặn các sự kiện này xảy ra. Tuy nhiên, chính viên sĩ quan dưới quyền Yamashita đã xúi giục hành động thảm sát tại bệnh viện và một số binh lính bị phát hiện có hành vi cướp bóc đã bị xử tử, và ông cũng đã đưa ra lời xin lỗi cá nhân đối với những nạn nhân của cuộc thảm sát.

## Mãn Châu
Ngày 17 tháng 7 năm 1942, Yamashita lại được tái bổ nhiệm rời khỏi Singapore để tới Mãn Châu quốc, và chỉ huy Đệ nhất Tập đoàn quân Nhật Bản, vốn không tham gia trong phần lớn thời gian của Chiến tranh Thái Bình Dương.
Người ta cho rằng đây là hành động trục xuất củaThủ tướng Hideki Tōjō nhằm vào ông, do sai lầm của Yamashita trong một bài diễn văn phát biểu trước các lãnh đạo dân sự của Singapore vào đầu năm 1942, khi ông ám chỉ những người dân Singapore như là những công dân thuộc Đế quốc Nhật Bản. Điều này đã gây bối rối cho chính phủ Nhật Bản, vốn không xem những người dân ở các lãnh thổ chiếm đóng có được những quyền hay đặc ân như những cư dân của chính quốc.

## Philippines
Vào năm 1944, khi tình thế chiến tranh đã chuyển sang thế bất lợi cho Nhật Bản, Yamashita nhận lãnh việc chỉ huy Tập đoàn quân Vùng 14 có nhiệm vụ phòng thủ Philippines vào ngày 10 tháng 10. Khi Lục quân Hoa Kỳ đổ bộ lên đảo Leyte vào ngày 20 tháng 10, chỉ 10 ngày sau khi Yamashita nhận chức tại Manila. Vào ngày 6 tháng 1 năm 1945 Tập đoàn quân số 6 của Hoa Kỳ đổ bộ lên vịnh Lingayen ở Luzon.
Dưới quyền của Yamashita có khoảng 262.000 lính được chia làm 3 nhóm phòng thủ chính. Ông cố gắng củng cố lại tập đoàn quân của mình nhưng phải rút lui khỏi Manila và hành quân đến vùng núi phía bắc Luzon. Yamashita đã yêu cầu tất cả những người lính của mình, trừ những người có nhiệm vụ đảm bảo an ninh, rút khỏi thành phố.
Gần như ngay lập tức, Chuẩn Đô Đốc Sanji Iwabuchi tiến vào Manila với một lực lượng gồm 16.000 thủy thủ, và dự định phá hủy tất cả các cơ sở và nhà kho của hải quân. Sau đó, Iwabuchi nắm lấy quyền chỉ huy 3.750 lính Lục quân có nhiệm vụ bảo vệ an ninh, và chống lại mệnh lệnh của Yamashita, biến thành phố trở thành chiến trường. Những hoạt động của quân du kích Nhật tại đây đã gây ra cái chết của hơn 100.000 người Philippines, mà sau này được biết đến với cái tên sự kiện thảm sát Manila, trong lúc các trận chiến đấu đường phố diễn ra ác liệt từ ngày 4 tháng 2 đến 3 tháng 3.
Yamashita sử dụng chiến thuật trì hoãn để duy trì lực lượng của ông tại Kiangan (một phần của tỉnh Ifugao), cho đến ngày 2 tháng 9 năm 1945, sau sự kiện Nhật Bản đầu hàng và lúc này lực lượng của ông đã giảm khoảng 50.000 người do chiến dịch ác liệt do sự phối hợp giữa quân Mỹ và du kích Philippines. Yamashita đầu hàng dưới sự chứng kiến của Tướng Jonathan Wainwright và Arthur Percival, cả hai đều từng là tù nhân chiến tranh ở Mãn Châu. Và trớ trêu thay, chính Percival đã phải đầu hàng Yamashita sau trận Singapore. Tuy nhiên trong lần đầu hàng này, Percival từ chối bắt tay Yamashita, vì vị tướng người Anh đang giận dữ vì chính sách hủy diệt được cho là Yamashita áp dụng chống lại tù nhân Đồng Minh, sau đó Yamashita khóc rất nhiều. Mặc dù Yamashita có lẽ đã muốn tự tử theo truyền thống võ sĩ đạo trước sự kiện đầu hàng này, giải thích cho lý do không tự tử ông đã nói nếu ông chết thì "một người nào khác sẽ phải chịu trách nhiệm." 

## Đưa ra xét xử

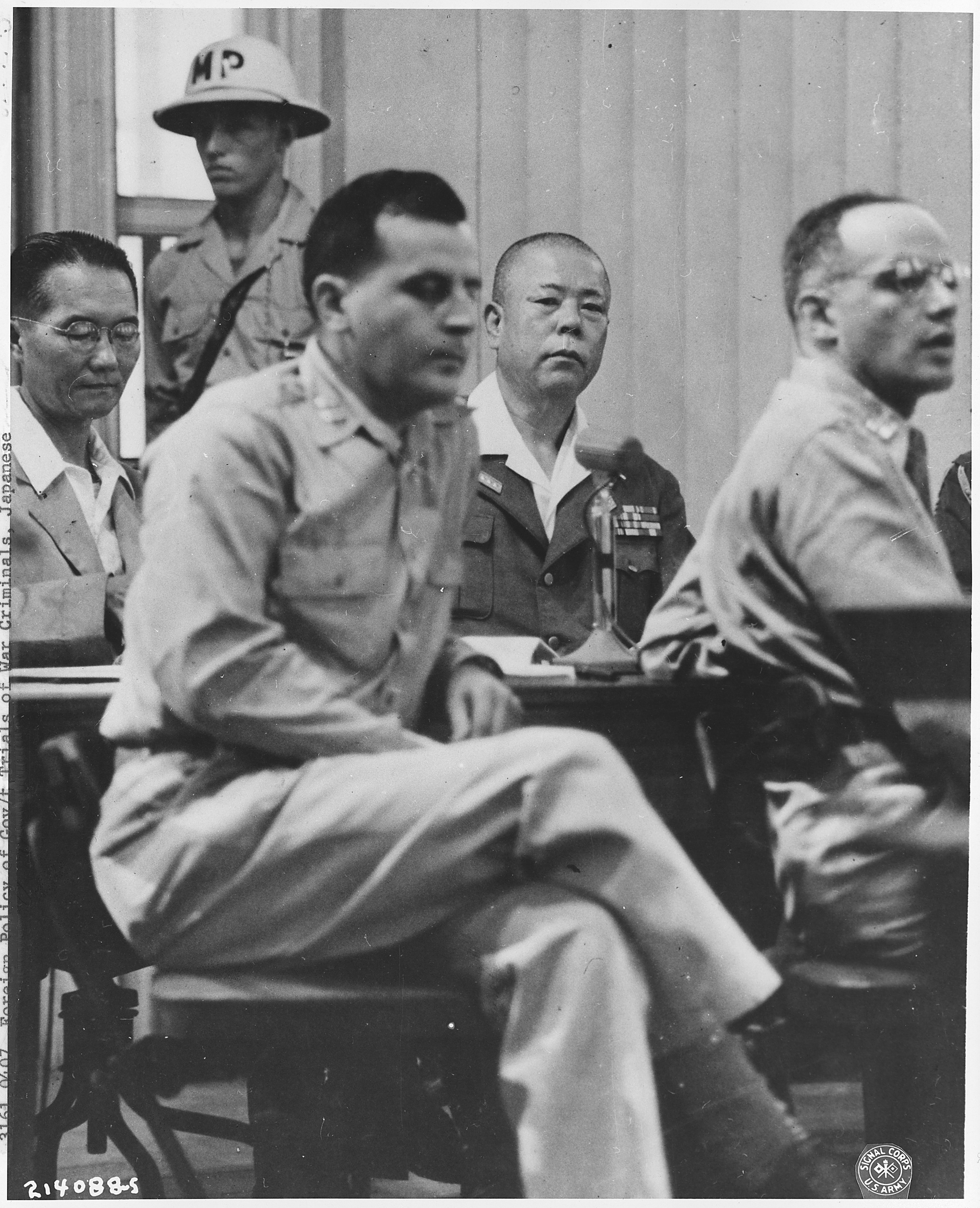
Tướng Yamashita Tomoyuki (thứ hai từ phải qua) đang bị xét xử tại Manila, tháng 11 năm 1945

Từ ngày 29 tháng 10 đến 7 tháng 12 năm 1945, một tòa án quân sự được mở tại Manila xét xử Tướng Yamashita vì những cáo buộc vi phạm tội ác chiến tranh liên quan đến thảm sát Manila và nhiều hành động vô nhân đạo ở Philippines và Singapore chống lại dân thường và tù nhân chiến tranh. Đây là trường hợp đầu tiên được xét xử liên quan đến trách nhiệm chỉ huy trong các tội ác chiến tranh và được biết đến như là tiêu chuẩn Yamashita.

### Cáo buộc
Cáo buộc chính chống lại Yamashita là ông đã không làm tròn trách nhiệm chỉ huy lực lượng Nhật ở Philippines trong việc ngăn chặn những hành động thảm sát. Tuy nhiên hành động chống lại dân thường gây ra bởi lực lượng phòng thủ gây ra khi mà các phương tiện liên lạc giữa họ và vị tướng đã bị cắt đứt và các chỉ huy cấp dưới thì vẫn phải đối phó với chiến dịch Philippines lần hai, tất cả khiến cho Yamashita không thể ngăn chặn được những hành động này ngay cả khi ông biết trước được chúng, nhưng điều này không đúng trong tất cả các trường hợp. Hơn nữa, nhiều tội ác đã bị lực lượng hải quân phạm phải và lực lượng này không nằm dưới quyền chỉ huy của ông.

### Bào chữa
Trong phiên tòa, luật sư bào chữa đã thách thức Tướng Douglas MacArthur, vốn bị ấn tượng sâu sắc bởi Yamashita với những chiến công của ông trong chiến tranh, và yêu cầu MacArthur tái khẳng định sự kính trọng của ông đối với kẻ thù cũ của mình. Luật sư người Mỹ Harry E. Clarke, Sr., sau là một Đại tá trong quân đội Mỹ, làm nhiệm vụ trưởng ban bào chữa. Trong một phát biểu mở, Clarke đã khẳng định:
| “ | Bị cáo không bị cáo buộc vì đã làm gì hay đã không làm được gì, nhưng duy nhất bị cáo buộc vì đã có những gì….Nền Pháp lý học Hoa Kỳ công nhận những nguyên tắc pháp lý không được áp dụng đối với các nhân viên quân sự của họ….Không một ai có thể dù chỉ là đề nghị rằng vị tướng chỉ huy lực lượng chiếm đóng Hoa Kỳ là có tội mỗi khi một người lính Mỹ vi phạm luật lệ và sẽ không ai bị bắt giữ để trả lời cho tội ác của một người khác. | ” |

Tính hợp pháp của phiên tòa vội vã này đã bị đặt câu hỏi bởi nhiều người vào thời điểm đó, bao gồm cả thẩm phán Murphy, người vốn phản đối nhiều vấn đề theo thủ tục, bao gồm chứng cứ tin đồn, và sự thiếu chuyên nghiệp của các công tố viên. In re Yamashita 327 U.S. 1 (1946).
Hơn nữa chứng cứ về việc Yamashita không có trách nhiệm chỉ huy tối cao đối với tất cả lực lượng Nhật ở Philippines (chẳng hạn như đối với các đơn vị thuộc Hải quân Đế quốc Nhật Bản trong trận Manila) không được chấp nhận tại tòa.

### Phán quyết và tuyên án
Tòa án đã phán quyết Yamashita có tội như cáo buộc và bị tuyên án tử hình. Clarke cũng kêu gọi sự tuyên án đối với tướng MacArthur, người lập ra tòa án. Sau đó, ông đã kháng án lên Tòa án Tối cao Philippines và Tòa án Tối cao Hoa Kỳ, nhưng cả hai đều từ chối xem xét lại phán quyết. Sau đó, Yamashita đã bị xử tử vào ngày 23 tháng 2 năm 1946.

### Chỉ trích
Tòa án cũng không nằm ngoài sự chỉ trích. Ủy ban gồm năm nhân viên thiếu những kinh nghiệm chiến tranh và không được đào tạo về luật một cách chính thức. Thêm vào đó, nhiều người Philippines đang tập trung chú ý và mong chờ Yamashita phải trả giá cho sự chịu đựng của họ trong thời gian quân Nhật chiếm đóng, khiến cho bầu không khí căng thẳng của tòa án càng thêm ngột ngạt và làm cho thẩm phán khó có thể phán quyết một cách khách quan. Tòa án đã sử dụng cả những chứng cứ là tin đồn, từ các nhân chứng không được nêu tên, và nhiều loại chứng cứ khác mà bên bị đơn không thể bác bỏ. Ủy ban bào chữa phàn nàn rằng họ được cho quá ít thời gian để chuẩn bị cho viện biện hộ.

Trong một thông cáo phản đối từ số đông những người thuộc Tòa án Tối cao Hoa Kỳ, Thẩm phán W.B. Rutledge viết:
| “ | Sự đặt cược thành công của phiên tòa đã quan trọng hơn cả số phận của Tướng Yamashita. Đã không thể có sự thông cảm khả dĩ nào được dành cho ông nếu ông bị kết luận là có tội vì những hành động tàn sát mà dựa vào đó người ta đã phán quyết cái chết của vị tướng. Nhưng công lý vẫn có thể và nên được thực hiện theo luật pháp... Đã không quá sớm, và không bao giờ là quá sớm, cho một quốc gia đã kiên định tuân theo truyền thống hiến pháp của nó, không lâu đời hơn hay được bảo vệ bất cứ thời điểm nào chống lại sức mạnh không bị kiểm soát hơn là tiến trình của luật pháp và hình phạt đối với con người, cũng như tất cả nhân loại không phân biệt dân thường, kẻ thù và các bên tham chiến. | ” |

### Hành hình
Theo phán quyết của Tòa án Tối cao, yêu cầu kháng án được gửi lên Tổng thống Hoa Kỳ Harry S. Truman; Tuy nhiên, ông từ chối can thiệp và để cho vấn đề nằm hoàn toàn dưới sự quyết định của cơ quan quân sự. Theo thủ tục, Tướng MacArthur đọc phán quyết của tòa án.
Ngày 23 tháng 2 năm 1946, tại nhà tù Los Baños, khoảng 30 dặm về phía nam thành phố Manila, Tomoyuki Yamashita đã bị treo cổ. Sau khi bước được 13 bậc lên cầu thang dẫn tới giá treo cổ, ông đã hỏi liệu ông có thể nói lời cuối cùng. Và Yamashita đã nói với người phiên dịch:
| “ | Như tôi đã nói tại Tòa án Tối cao Manila rằng tôi đã làm với tất cả khả năng của tôi, vì thế tôi không hổ thẹn trước chúa về những việc tôi đã làm cho tới lúc tôi chết. Nhưng nếu bạn nói với tôi rằng 'ngươi không có đủ khả năng chỉ huy Lục quân Nhật Bản' Tôi sẽ không đáp lại, vì rằng đó là bản chất của tôi. Hiện tại, các phiên tòa xét xử tội ác chiến tranh của chúng ta đang vẫn tiếp tục ở Tòa án Tối cao Manila, cho nên tôi ước được tự bào chữa dưới dưới sự tử tế và đúng đắn của các bạn. Tôi biết rằng tất cả người Mỹ và cơ quan quân sự Mỹ luôn luôn có những phán xét đúng đắn và khoan dung. Khi tôi bị điều tra ở tòa án Manila, tôi đã được đối xử với một thái độ tử tế, xuất phát từ bản chất tốt đẹp của những người sĩ quan đã bảo vệ tôi suốt thời gian tôi bị giam giữ. Tôi không bao giờ quên những việc mà họ đã làm cho tôi ngay cả khi tôi chết. Đừng xúc phạm người hành hình tôi. Tôi sẽ cầu nguyện cho chúa ban phước họ. Xin làm ơn hãy gửi lời cảm ơn của tôi đến Đại tá Clarke và Trung tá Feldhaus, Trung tá Hendrix, Maj. Guy, Đại úy. Sandburg, Đại úy. Reel, ở tòa án Manila và Đại tá Col. Arnard. Tôi cảm ơn. | ” |

Tham mưu trưởng của Yamashita tại Philippines, Mutō Akira, bị xử tử vào ngày 23 tháng 12 năm 1948 sau khi bị kết luận là có tội bởi Tòa án Quân sự Quốc tế ở Viễn Đông.

## Kho báu
Từ cuối năm 1944, khi Nhật thua trận và sắp đầu hàng Quân Đồng minh, Yamashita Tomoyuki nhận được lệnh bằng mọi cách phải đưa toàn bộ số của cải về Nhật. Tuy nhiên, âm mưu này bị Quân Đồng minh phát hiện tìm cách ngăn chặn. Trước tình thế đó tướng Yamashita Tomoyuki đã đưa ra phương án cho phép quân đội Nhật bí mật chôn giấu tại các địa điểm ven biển. Ở vị trí mỗi kho báu được lập một tấm bản đồ duy nhất, giao cho một người cất giữ. Khi đó người Nhật đã tính tới việc sẽ quay lại để lấy kho báu này vì đường biển sẽ thuận lợi và an toàn hơn đường bộ.

### Việt Nam
Đoàn tàu hơn trăm chiếc chở của quí gồm cao su, thiếc, vàng bạc châu báu khai thác được ở các nước Đông Nam Á, men theo bờ biển Việt Nam, qua Trung Quốc để về Nhật Bản. Mỗi chiếc tàu có trọng tải từ 3.000 đến 3.500 tấn. Khi đi đến vùng biển miền Trung Việt Nam thì bị Quân Đồng minh ném bom. Khoảng 127 con tàu bị đắm ngoài khơi các tỉnh từ Quảng Nam, Đà Nẵng đến Phú Yên, Bình Thuận.

#### Trước năm 1975
Năm 1946, ngay khi quay trở lại Bán đảo Đông Dương, người Pháp đã lập ra ngân sách vớt tàu và dùng chung cho toàn cõi Đông Dương, sau khi trục vớt xong thì ngân sách này đóng tài khoá vào 31 tháng 12 năm 1951.
Năm 1948, Pháp muốn nhập số tiền bán sắt, thép, đồng… vớt lên vào ngân sách vớt tàu để tiếp tục trục vớt những chiến hạm khác, khai thông thủy lộ. Nhưng Quốc gia Việt Nam khi ấy không chấp nhận, cho rằng sắt, thép, đồng… vớt lên từ những chiến hạm chìm trong hải phận Việt Nam không thuộc quyền sở hữu của người Pháp nữa. Bộ Tài chánh Quốc gia Việt Nam dẫn Điều 14, khoản 1, đoạn 2 của Hiệp ước San Francisco năm 1951: "Mỗi quốc gia Đồng Minh được quyền sai áp, thanh toán hay sử dụng các tài sản của phát xít Nhật hiện hữu trong khu vực thẩm quyền của quốc gia ấy". Vào lúc Hiệp ước phê chuẩn thì xác những con tàu này đã nằm trong lòng hải phận của Việt Nam. Chính vì vậy mà ngày 16 tháng 10 năm 1953, chính phủ Quốc gia Việt Nam thông báo quan điểm trên cho Toàn quyền Đông Dương biết, đồng thời yêu cầu chuyển toàn bộ số tiền bán sắt, thép, đồng… vớt lên từ xác những con tàu chiến vào Ngân khố Quốc gia Việt Nam.
Cùng thời gian này, Bộ Công chánh đã gửi công thư cho Cao uỷ Pháp biết đã ký kết với hãng tàu Kitagawa của Nhật một khế ước thương mại, giao cho hãng này trục vớt 17 xác tàu chiến chìm ở vùng biển Vũng Tàu và trên sông Sài Gòn. Khế ước một lần nữa gián tiếp xác nhận quyền sở hữu của Việt Nam đối với các xác tàu chìm. Tuy nhiên, hãng Kitagawa đã không thi hành đầy đủ các nghĩa vụ ghi trong khế ước nên đến tháng 5 năm 1957, Đệ Nhất Cộng hòa đã ra Nghị định 187 bãi bỏ khế ước và tịch thu 360.000 đồng bạc tiền ký quỹ trục vớt, cùng với 10.000 USD tiền đảm bảo khởi công trục vớt vào ngày 11 tháng 6 năm 1953 của hãng này. Đồng thời toà án Sài Gòn khi đó còn tuyên tịch thu các dụng cụ thi công trị giá 1.142.460 đồng bạc, bắt hãng này nộp phạt 1.895.375 đồng bạc cho Nha quan thuế Sài Gòn.
Chính quyền Việt Nam Cộng hòa, ít nhất vài lần đã cho tìm kiếm. Tuy nhiên, các tài liệu trên đều chưa thống nhất về số lượng tàu Nhật chở của cải bị đánh chìm trong đó có thể có 4 - 5 tàu chở vàng bạc đá quý. Mặt khác cũng chưa có tài liệu nào đề cập đến những thanh kiếm quý của Samurai trên những con tàu này.
Năm 1964, một số ngư dân ở Quảng Ngãi như ông Phan Chu Tế (thực ra là ông Huỳnh Văn Hườn mới là người kể cho ông Tế viết đơn) đã có đơn xin tướng Nguyễn Khánh cho trục vớt "kho báu" này.
Trung tuần tháng 1 năm 1964, Tổng thư ký Phủ tổng thống Cao Đình Tiêu đã âm thầm chấp bút và trao cho trung tướng Chủ tịch hội đồng nội các chiến tranh Dương Văn Minh một bản phúc trình đặc biệt đóng dấu "tuyệt mật" dài 7 trang giấy A4. Người viết bản phúc trình cho thấy đã cố gắng đề cập chi tiết về kế hoạch khai thác 83 tàu chiến của phát xít Nhật bị quân Đồng Minh đánh chìm được cho là nằm trong hải phận Việt Nam. Bao gồm 64 chiếc chìm ở ngoài biển, 8 chiếc chìm ở sông và 11 chiếc chìm ở khu vực cảng Sài Gòn. Hầu hết số tàu chiến nói trên bị đánh chìm cùng ngày 17 tháng 1 năm 1945, được xác định từ đèo Hải Vân trở vào Sài Gòn. Trong tổng số 83 chiếc tàu nói trên, có 57 chiếc được bản phúc trình khẳng định là có đầy đủ bản đồ vị trí, tọa độ, kinh độ, vĩ tuyến, độ chìm sâu của mỗi tàu. Bản phúc trình đặc biệt còn lưu ý đến một đoàn tàu 8 chiếc khác mà phát xít Nhật cướp của quân Anh ở Hương Cảng. Chỉ ít ngày sau đó đoàn tàu này chạy vào hải phận Việt Nam đã bị oanh tạc cơ của Đồng Minh đánh chìm dọc theo bờ biển từ Bình Định đến Vũng Tàu. Trong số này có 4 chiếc mang tên TANASAGO (tải trọng 851 tấn), HOMAN (1.100 tấn), SHINSHU (4.180 tấn), và chiếc tàu có tên KENSHO (4.643 tấn) là quan trọng nhất, vì trên tàu chở đầy những chiến lợi phẩm quý giá như vàng, bạc và kim cương. Tất cả được đóng thành những thùng gỗ, bên ngoài nẹp sắt, ước tính trị giá hơn 100 tỷ bạc. Vào thời điểm chấp bút bản phúc trình, người viết nói số tiền trên gần bằng 5 năm số thu ngân sách của chính quyền Sài Gòn hiện tại.
Ngoài các tàu chiến của Nhật Bản, bản phúc trình còn xác định thêm 16 tàu chiến của Pháp và 25 tàu chiến của quân Đồng Minh khác bị đánh chìm trong hải phận Nam Việt Nam, nâng tổng số lên 124 chiếc. Trong số này có 2 chiến hạm của Pháp là Amiral Charner và Lamothe Picquet.

#### Sau năm 1975
Đầu năm 1983, hai bên Việt - Nhật đã bắt đầu đàm phán truy tìm xác định tọa độ đoàn tàu đắm và tổ chức trục vớt kho báu dự kiến là khổng lồ này. Trong các cuộc đàm phán, phía Việt Nam có đại diện các Bộ Ngoại giao, Bộ Quốc phòng, Bộ Giao thông vận tải (chủ trì). Văn bản công khai chỉ đề cập đến việc tìm tọa độ và trục vớt những con tàu đắm chở đầy cao su và thiếc, tỷ lệ ăn chia là Việt Nam: 6, Nhật Bản: 4. Nếu phát hiện trục vớt được vàng thì tỷ lệ ăn chia là Việt Nam: 8, Nhật Bản: 2. Tuy nhiên, trong đoàn tàu trên có một số tàu chở đầy vàng. Đây mới là mục tiêu chính cả hai bên đều quan tâm. Trên bàn đàm phán, "kho vàng" chỉ được đề cập chung chung nhưng hai bên đều hiểu, đây mới là vấn đề cốt lõi của dự án vì thế đều âm thầm chuẩn bị mọi tình huống cho kế hoạch "B" này.
Ngày 29 tháng 11 năm 1984 Nhật cho tàu trục vớt Kaiko 23, tải trọng 480 tấn cùng toàn bộ thủy thủ đoàn (trong đó có hai người Việt Nam), cập cảng Quy Nhơn. Theo kế hoạch, trước mắt trục vớt bốn con tàu đắm ở vùng biển Nghĩa Bình là: Tàu Engi Maru (chở 500 tấn thiếc), Tàu Daietsu Maru (chở 570 tấn thiếc), Tàu Yoshu, Tàu Otsusen.
Khoảng tháng 6 năm 1985, Nhật rút tàu Kaiko 23 về nước và đưa tàu Kaiyo tải trọng 1030 tấn sang thay. Thợ lặn xuống các khoang tàu đắm, khai thác lấy hiện vật, cho vào lồng sắt kéo lên. Hiện vật lấy được chủ yếu là thiếc và cao su đã đóng thành khối.
Vì nhiều lý do, dự án phải dừng lại vào khoảng tháng 10 năm 1985. Phía Nhật đã trao cho Việt Nam bản đồ tọa độ những con tàu đắm. Đến nay, kho báu vẫn nằm im dưới đáy biển miền Trung. Có ý kiến cho rằng: không kể những con tàu chở vàng, nếu Việt Nam tổ chức khai thác trục vớt thiếc và cao su, thì số lượng cũng rất lớn.

#### Kho báu Núi Tàu
Những năm gần đây, có lời đồn về kho báu 4.000 tấn vàng tại tại núi Tàu, xã Phước Thể, huyện Tuy Phong, tỉnh Bình Thuận . UBND tỉnh Bình Thuận kể từ năm 1993 đến năm 2015 đã nhiều lần cấp phép, gia hạn phép cho ông Trần Văn Tiệp (mất 2016, 101 tuổi, ngụ quận Phú Nhuận, Thành phố Hồ Chí Minh ) tìm kiếm kho vàng 4.000 tấn đó, song việc tìm kiếm của ông vẫn không có kết quả . Năm 2016 một người khác là ông Nguyễn Văn Đợi (ngụ Thành phố Hồ Chí Minh) khai báo về 3 giếng cổ chứa kho báu ở sát biển và cách núi Tàu chừng 1 km . Tuy nhiên tháng 4 năm 2016 sau khi thẩm tra thì UBND tỉnh Bình Thuận khẳng định thông tin kho báu là hoàn toàn không có căn cứ, và yêu cầu không để tình trạng lợi dụng "hoang tin" tiếp diễn.
Tính hoang tưởng về kho báu hiện rõ ở chỗ vàng có khối lượng riêng (tỷ trọng) là 19,3 g/cm³ tức 19,3 tấn/m³, khối vàng 4.000 tấn có thể tích hơn 200 m³, to bằng một căn hộ 5m x 16m x 2,5m. Đào được cái hầm to như vậy trong núi đá hoa cương rất cứng, rồi dùng hơn 1000 chuyến xe loại 4 tấn để vận chuyển, là một công trường ầm ỹ, để lại rất nhiều dấu vết như bãi thải đá, đường đi, và cửa hầm cũng đủ rộng cho người xe ra vào. Nó đâu đơn giản chỉ là "thuê người dân tộc địa phương xách lên chôn giấu" ở khe núi  hay đem vùi ở cái giếng cổ .

## Chỉ dẫn
1. ↑  Đá núi Tàu là đá hoa cương (granit) vốn không có sẵn hang hay khe núi, và có độ cứng 7, nhóm cứng cao nhất trong đá tự nhiên.